# شارل بینامه
شارل بینامه (فرانسوی: Charles Binamé‎؛ زادهٔ ۲۵ مهٔ ۱۹۴۹) کارگردان فیلم، فیلم‌نامه‌نویس و بازیگر بلژیکی-کانادایی است.

از فیلم‌ها یا مجموعه‌های تلویزیونی که وی در آن‌ها نقش داشته‌است، می‌توان به عامل نفوذی، حکومت، ال دورادو، موریس ریچارد و ترانه فیل اشاره نمود.